# Mezarje
Mezarje je muslimansko groblje.
U tradiciji muslimana Bošnjaka je da se grob obeleži nišanima odnosno uspravnim nadgrobnim spomenicima bele boje na kojima je ispisano ime i prezime preminulog, te podaci o vremenu rođenja i smrti. 
Mezari istaknutih Bošnjaka su često izgređeni kao turbeta.